# 軍歌を唄う〜誉れ高き戦友の歌〜
『軍歌を唄う〜誉れ高き戦友の歌〜』は、1973年9月に発売された橋幸夫のLP盤でのオリジナルアルバム（SJX-140)。2007年1月24日にCDが再発売された。

## 概要
- 橋には、戦前の楽曲を歌ったアルバムとして「裏町人生」や「妻恋道中」などがある。前者は戦前のヒット歌謡曲、後者は戦前の股旅、時代歌謡曲をとりあげたもので、今回は軍歌及び戦時歌謡を対象にして、代表的な12曲を唄っている。
- 橋自身のナレーションや効果音も挿入され、より感傷的な企画アルバムに仕上げられている。
- 構成は玉井和雄（文化放送）、効果音は林田茂（文化放送）が担当し、編曲は橋のオリジナルアルバムで何度も共演している近藤進と寺岡真三が担当している[1]。
- 解説は、歌謡曲についの評論も多い八巻和彦（報知グラフ編集長）。
- 八巻は「その時代に生きた人々の記憶が、かけがえのない人生の一句が、（戦時歌謡）によって、それぞれの胸に再現される、そうした歌をキチンと歌ってのけてくれるようになった橋幸夫。彼の歌手の歴史の中に私たちの歌である軍歌が加えられたことを、改めて感慨深く受け止める」と記している[3]。

## 収録曲
A面
1. 麦と兵隊
作詞：藤田まさと、作曲：大村能章、編曲：近藤進
2. 燃ゆる大空
作詞：佐藤惣之助、作曲：山田耕筰、編曲：寺岡真三
3. 月月火水木金金
作詞：高橋俊策、作曲：江口夜詩、編曲：近藤進
4. ダンチョネ節
作詞：（不詳）、作曲：（不詳）、編曲：近藤進
5. 荒鷲の歌
作詞：東辰三、作曲：東辰三、編曲：近藤進
6. 空の神兵
作詞：梅木三郎、作曲：高木東六、編曲：近藤進

B面
1. 戦友
作詞：真下飛泉、作曲：三善和気、編曲：近藤進
2. ラバウル小唄
作詞：若杉雄三郎、作曲：島口駒夫、編曲：寺岡真三
3. 加藤部隊の歌
作詞：田中林平、作曲：原田喜一、編曲：近藤進
（隼戦斗隊の歌） 作詞：朝日六郎、作曲：岡野正幸
4. 男なら
作詞：西岡水朗、作曲：草笛圭三、編曲：寺岡真三
5. 戦友の遺骨を抱いて
作詞：逵原実、作曲：松井孝造、編曲：近藤進
6. 九段の母
作詞：石松秋二、作曲：能代八郎、編曲：寺岡真三